# Anthony Moore
 (octobre 2021).
 (mai 2020).
Si vous disposez d'ouvrages ou d'articles de référence ou si vous connaissez des sites web de qualité traitant du thème abordé ici, merci de compléter l'article en donnant les références utiles à sa vérifiabilité et en les liant à la section « Notes et références ».
Anthony Moore, né le 13 août 1948, est un compositeur, interprète et producteur de musique expérimentale britannique. Il est membre fondateur du groupe Slapp Happy, a travaillé avec Henry Cow et réalisé un certain nombre d'albums solo, notamment Flying Doesn't Help (1979) et World Service (1981).
En tant que parolier, Moore collabore avec Pink Floyd sur deux de leurs albums studios: A Momentary Lapse of Reason (1987) et The Division Bell (1994), et contribue à la musique de l'instrumental Calling de The Endless River (2014). Il contribue aux textes de l'album solo de Richard Wright Broken China (1996), travaille avec Kevin Ayers sur divers projets et textes ont également contribué avec Trevor Rabin sur son quatrième album solo Can't Look Away (1989) ainsi qu'avec Julian Lennon sur Help Yourself (1991). 

## Biographie
La carrière musicale d'Anthony Moore a commencé quand il a rencontré Peter Blegvad, alors qu'ils étaient tous les deux étudiants à l'école St Christopher de Letchworth. Ils ont joué dans divers groupes, y compris Slapp Happy (le nom faisait référence à la petite amie de Blegvad à l'époque) et aux Dum-Dums. Après l'école, Moore a étudié la musique classique indienne avec Viram Jasani en 1969 et a ensuite composé sa première bande originale de film pour Mare's Tale de David Lascher.
En 1971, il s'installe à Hambourg en Allemagne, et travaille sur la scène musicale expérimentale de cette ville, enregistrant deux albums minimalistes pour Polydor. En 1972, Blegvad rend visite à Moore à Hambourg et, avec la petite amie de ce dernier (et bientôt sa femme) Dagmar Krause, Moore (guitare, claviers), Blegvad (guitare) et Krause (chant) forment le  trio, Slapp Happy. Moore et Blegvad composent la musique du groupe.
Slapp Happy a enregistré deux albums pour Polydor Allemagne avec le groupe de krautrock Faust comme groupe de soutien. Polydor a sorti le premier album Sort of en 1972, mais a rejeté le second, Casablanca Moon. Ce rejet a incité le groupe à déménager à Londres où ils ont signé avec Virgin Records et ont réenregistré l'album rejeté, publié en 1974 par Virgin sous le nom de Slapp Happy (l'original Casablanca Moon a ensuite été publié par Recommended Records comme Acnalbasac Noom en 1980.). En 1974 Slapp Happy a brièvement fusionné avec le groupe Henry Cow, enregistrant deux albums en 1975, Desperate Straights et In Praise of Learning. Cependant peu de temps après l'enregistrement du deuxième album, d'abord Moore, puis Blegvad quittent la fusion en raison d'incompatibilités avec le groupe. Blegvad fait remarquer que « les accords et les signatures horaires étaient trop compliqués ». Mais Dagmar Krause choisit de rester avec Henry Cow.
Moore et Blegvad se sont séparés à ce stade, mais ont participé à de brèves réunions de Slapp Happy en 1982, 1997, 2000 et 2016-2017. Moore, Blegvad et Krause ont également collaboré en 1991 à l'opéra spécialement commandé Camera, réalisé par la société de production After Image et diffusé deux ans plus tard sur Channel 4 au Royaume-Uni.
Après avoir quitté Henry Cow / Slapp Happy, Moore relance sa carrière solo en 1977 en lançant Out sur Virgin Records, avec le soutien de Kevin Ayers et Andy Summers. Cependant l'album n'est pas assez commercial pour Virgin, et Virgin annule son contrat. En 1979 et 1981, Moore enregistre Flying Don't Help et World Service, respectivement sur des labels indépendants.
Moore produit un certain nombre d'albums, dont le premier album du groupe This Heat, ainsi que Angel Station de Manfred Mann Earth Band (en collaboration avec Mann qui a ensuite repris sa chanson World Service). Moore a également collaboré avec Pink Floyd.
En 1996, Moore est nommé professeur pour la recherche sur le son et la musique dans le contexte des nouveaux médias à l' Académie des arts médiatiques de Cologne, en Allemagne. De 2000 à 2004, il est directeur de l'Académie des arts médiatiques. 
En 2002, il forme un trio de musique avec Jörg Lindenmaier et Peter C. Simon appelé LMS, nommé d'après les premières lettres de leurs noms de famille. Ils se sont produits en France et en Allemagne entre 2002 et 2003.
Krause, Moore et Blegvad ont réformé Slapp Happy en novembre 2016 pour se produire avec Faust au Week-End festival de Cologne, en Allemagne. Les deux groupes ont également joué ensemble du 10 au 11 février 2017 au Cafe Oto à Londres. Le 24 février 2017, Slapp Happy, sans Faust, s'est produit au Mont. Rainer Hall, Shibuya à Tokyo.

## Discographie

### Avec Slapp Happy
- Sort Of (1972, LP, Polydor Records )
- Slapp Happy (également connu sous titre Casablanca Moon) (1974, LP, Virgin Records)
- Acnalbasac Noom (1980, LP, Recommended Records)
- Ça Va (1998, CD, V2 Records )
- Vivre au Japon (2001, CD, FMN Records)

### Avec Slapp Happy et Henry Cow
- Desperate Straights (1974, LP, Virgin Records)
- In Praise of Learning (1975, LP, Virgin Records)
- Coffret Henry Cow du 40e anniversaire (2009, 9xCD + DVD, Recommended Records, Royaume-Uni)
- The Henry Cow Box Redux: The Complete Henry Cow (2019, 17xCD + DVD, Recommended Records, Royaume-Uni)

### Avec Peter Blegvad et Dagmar Krause
- Camera (2000, CD, Blueprint Records)

### Solo
- Pieces from the Cloudland Ballroom (1971, LP, Polydor Records)
- Reed Whistle and Sticks (1972, LP, Polydor Records)
- Secrets of the Blue Bag (1972, LP, Polydor Records)
- Out (1976, LP, Virgin Records)
- Flying Doesn't Help (1979, LP, Quango Music Group|Quango)
- World Service (1981, LP, Do It Records)
- The Only Choice (1984, LP, Parlophone)